# Sara Roumy
Sara Roumy, née le 7 novembre 2003 à Tarbes (Hautes-Pyrénées), est une joueuse professionnelle française de basket-ball au poste d’arrière.

## Biographie

### En club
En 2021, Sara Roumy quitte l'INSEP pour rejoindre Basket Landes où elle fait ses débuts professionnels. 
En juin 2023, elle quitte le club landais pour rejoindre le championnat allemand et le club du Rutronik Stars Keltern.
À l'été 2024, elle rejoint la LegA Basket Femminile et le Faenza Basket Project (it). Elle est élue MVP du mois d'octobre dans le championnat italien.

### En équipe nationale
En 2021, elle participe au championnat du monde des moins de 19 ans avec l'équipe de France des moins de 19 ans.
En 2023, elle a remporté le championnat d'Europe des moins de 20 ans avec l'équipe de France féminine de basket des moins de 20 ans.

## Palmarès et distinctions

### Palmarès
- Vainqueuse du championnat d'Europe des moins de 20 ans (2023)

### Distinctions personnelles
- Meilleure joueuse du mois d'octobre en LegA Basket Femminile (2024)